# Шестивичест зондски дългоопашат гущер
Шестивичест зондски дългоопашат гущер (Takydromus sexlineatus), наричан също азиатски тревен гущер, е вид влечуго от семейство Същински гущери (Lacertidae). Видът не е застрашен от изчезване.

## Разпространение и местообитание
Разпространен е във Виетнам, Индия (Асам и Сиким), Индонезия (Калимантан, Суматра и Ява), Камбоджа, Китай (Гуандун, Гуанси, Гуейджоу, Фудзиен, Хайнан и Юннан), Лаос, Малайзия (Западна Малайзия, Сабах и Саравак), Мианмар, Тайланд и Хонконг.
Обитава гористи местности, ливади и плантации.